# Sistema difuso de controle
Um sistema difuso (SD) é um sistema de controle e lógica difusa. Em seu sentido mais geral, pode designar qualquer sistema
que use a lógica difusa. Significados mais estritos podem designar a arquitetura a seguir, ou de fato um sistema construído sobre conceitos semanticamente imprecisos, e para controle de outro sistema (i.e. regula sistemas via laços).
Um SD é também chamado de 'sistema fuzzy' ou fuzzy control system.

## Conceito central: imprecisão semântica
A lógica difusa é muito usada na inteligência computacional (IC) para conceitos em que verdadeiro ou falso não se aplicam de forma booleana (ao menos não de forma conveniente). Esta é a imprecisão semântica, característica da lógica difusa.
A lógica difusa é amplamente usada no controle da máquina. Embora abordagens alternativas, como algoritmos genéticos e redes neurais, possam ter um desempenho tão bom quanto a lógica difusa em muitos casos, a lógica difusa tem a vantagem de que a solução para o problema pode ser apresentada em termos que os operadores humanos possam entender, para que sua experiência possa ser melhorada. usado no design do controlador. Isso facilita a mecanização de tarefas que já são executadas com sucesso por seres humanos. 
Ao quantificar a verdade com números entre 0 e 1, um conceito, e.g. 'próximo' pode ser descrito através uma função de pertinência, em que distâncias menores que alguns metros são associadas a valores mais altos de 'próximo' (i.e. a mais pertinência ao conjunto difuso 'próximo').
Um conjunto difuso é definido pela sua função de pertinência e equivalente a ela. A lógica difusa opera sobre estas funções, canonicamanete via critério máx-min para os ou e e lógicos, e para as união e intersecção de conjuntos difusos.
A lógica 'fuzzy' decorre dos mesmos axiomas que a probabilidade, com uma única exceção: a do meio excluído.

## Arquitetura de um SD
Paradigmaticamente, um SD possui quatro componentes:
- Uma interface de difusão (fuzzification): em que as entradas são mapeadas para valores entre 0 e 1.
- Uma coleção de funções de pertinência, i.e. de conjuntos difusos.
- Uma coleção de regras, a serem operadas com lógica difusa sobre estes conjuntos difusos.
- Uma interface de concisão (desdifusão, defuzzification), em que as verdades difusas são colapsadas em valores bem definidos, i.e. crispy.

Um SD é muitas vezes concebido para regulação de algum outro sistema.
Neste caso, o SD recebe sinais continuamente, opera sobre estes sinais, e então opera
sobre o sistema, de forma a estabelecer o laço de controle.

## Funcionamento de um SD
Seguindo a arquitetura de um SD,
sinais de entrada são mapeados para valores {\displaystyle \in [0,1]},
e estes considerados valores de verdade ou de pertencimento/pertinência do fenômeno a algum conjunto difuso.
As regras são aplicadas via lógica difusa,
preferencialmente via máx-min dadas as
simplicidade, propriedades bem exploradas,
e uso estabelecido.
Exemplo de regras:
frio e seco -> gélido
gélido ou com frio -> precisa esquentar
se precisa esquentar ou noite, então calefador funciona mais
Onde frio, seco, gélido, com frio, precisa esquentar, noite, calefador funciona mais,
são conjuntos difusos, conceitos mal definidos,
representados por uma função de pertinência arbitrária,
que reflete as crenças do modelador.

## Modelagem de um SD
Em geral, observa-se um sistema já em funcionamento
para a abtenção do modelo (ao menos inicial).
Por exemplo, se está quente o termostato abaixa a termperatura
e vice versa.
Os conceitos de calor e frio são conjuntos difusos,
expressos e.g. por uma sigmóide cada (transladadas uma da outra
nas temperaturas).
As medições de um termômetro são mapeadas para [0,1],
e 'quente' e 'frio' podem ser operados para regular a calefação.
Funções de pertinência são em geral triangulares, mas qualquer
função pode ser usada.
As generalizações teóricas da lógica difusa são diversas,
assim como são numerosas as operações possíveis sobre conjuntos
difusos que engendram uma lógica consistente,
e os processos de difusão e de concisão descritos
na literatura, e com casos de uso.
Há muitas vezes alteradores padrão da função de pertinência,
chamados 'hedges', associados a 'advérbios' na lógica difusa,
com definições potencialmente precisas, embora pouco padronizadas
nas implementações: 'muito' eleva a função de pertinência ao quadrado,
'extremamente' eleva ao cubo, 'um tanto' aplica a raiz quadrada.

## Justificativa para o uso de um SD
Embora algoritmos de computação natural,
ou até de inferência bayesiana,
possam muitas vezes apresentar o mesmo desempenho,
a lógica difusa possui a vantagem de ser facilmente expressa
em termos humanos (i.e. de conceitos imprecisos),
que o usuário assimila e opera com naturalidade,
e favorece a automação de tarefas já bem realizadas (e.g. por humanos).
Uma prova rigorosa para o controle fuzzy é dada no capítulo 7 de.
Há também um embasamento lógico para o controle difuso na programação difusa.

## Histórico
A lógica difusa foi estabelecida por Lofti A. Zadeh (1965, 1973) da Universidade da Califórnia em Berkeley. Ele elaborou suas idéias em um artigo que introduziu o conceito de "variáveis linguísticas", que neste artigo equivale a uma variável definida como um conjunto difuso. Outras pesquisas seguiram, com a primeira aplicação industrial, um forno de cimento construído na Dinamarca, entrando em operação em 1975.
Sistemas nebulosos foram inicialmente implementados no Japão.
- O interesse em sistemas difusos foi despertado por Seiji Yasunobu e Soji Miyamoto, da Hitachi, que em 1985 forneceram simulações que demonstravam a viabilidade dos sistemas de controle difuso para o Metrô de Sendai. Suas ideias foram adotadas e sistemas difusos foram usados para controlar a aceleração, a frenagem e a parada quando a Linha Namboku foi aberta em 1987.
- Em 1987, Takeshi Yamakawa demonstrou o uso do controle difuso, através de um conjunto simples de chips lógicos difusos, em um experimento de "pêndulo invertido". Esse é um problema clássico de controle, no qual um veículo tenta manter um polo montado no topo por uma dobradiça na vertical, movendo-se para frente e para trás. Yamakawa posteriormente tornou a demonstração mais sofisticada montando um copo de vinho contendo água e até um rato vivo no topo do pêndulo: o sistema manteve a estabilidade nos dois casos. Yamakawa acabou organizando seu próprio laboratório de pesquisa de sistemas nebulosos para ajudar a explorar suas patentes no campo.
- Os engenheiros japoneses desenvolveram posteriormente uma ampla gama de sistemas difusos para aplicações industriais e de consumo. Em 1988, o Japão estabeleceu o Laboratório Internacional de Engenharia Difusa (LIFE), um acordo cooperativo entre 48 empresas para realizar pesquisas difusas. A empresa automotiva Volkswagen foi o único membro corporativo estrangeiro da LIFE, despachando um pesquisador por um período de três anos.
- Os bens de consumo japoneses geralmente incorporam sistemas difusos. Os aspiradores da Matsushita usam microcontroladores que executam algoritmos difusos para interrogar os sensores de poeira e ajustar a potência de sucção de acordo. As máquinas de lavar Hitachi usam controladores nebulosos para sensores de peso, mistura de tecido e sujeira e definem automaticamente o ciclo de lavagem para o melhor uso de energia, água e detergente.
- A Canon desenvolveu uma câmera de foco automático que usa um dispositivo de carga acoplada (CCD) para medir a clareza da imagem em seis regiões do seu campo de visão e usar as informações fornecidas para determinar se a imagem está em foco. Ele também rastreia a taxa de alteração do movimento da lente durante o foco e controla sua velocidade para evitar ultrapassagem. O sistema de controle difuso da câmera usa 12 entradas: 6 para obter os dados atuais de clareza fornecidos pelo CCD e 6 para medir a taxa de alteração do movimento da lente. A saída é a posição da lente. O sistema de controle difuso usa 13 regras e requer 1,1 kilobytes de memória.
- Um ar condicionado industrial projetado pela Mitsubishi usa 25 regras de aquecimento e 25 regras de refrigeração. Um sensor de temperatura fornece entrada, com saídas de controle alimentadas a um inversor, uma válvula de compressor e um motor de ventilador. Comparado ao design anterior, o controlador difuso aquece e esfria cinco vezes mais rápido, reduz o consumo de energia em 24%, aumenta a estabilidade de temperatura por um fator de dois e usa menos sensores.
- Outras aplicações investigadas ou implementadas incluem: reconhecimento de caracteres e manuscritos; sistemas difusos ópticos; robôs, incluindo um para fazer arranjos florais japoneses; helicópteros robô controlados por voz (pairar é um "ato de equilíbrio" bastante semelhante ao problema do pêndulo invertido); robótica de reabilitação para fornecer soluções específicas para o paciente (por exemplo, para controlar a frequência cardíaca e a pressão sanguínea); controle de fluxo de pós na fabricação de filmes; sistemas de elevador; e assim por diante.

O trabalho em sistemas difusos também está em andamento nos Estados Unidos e na Europa, embora em escala menos extensa do que no Japão.
- A Agência de Proteção Ambiental dos EUA investigou o controle difuso para motores com eficiência energética, e a NASA estudou o controle difuso para ancoragem espacial automatizada: simulações mostram que um sistema de controle difuso pode reduzir bastante o consumo de combustível.
- Empresas como Boeing, General Motors, Allen-Bradley, Chrysler, Eaton e Whirlpool trabalharam na lógica nebulosa para uso em geladeiras de baixa potência, transmissões automotivas aprimoradas e motores elétricos com eficiência energética.
- Em 1995, a Maytag introduziu uma máquina de lavar louça "inteligente" baseada em um controlador nebuloso e um "módulo de detecção de parada" que combina um termistor para medição de temperatura; um sensor de condutividade para medir o nível de detergente dos íons presentes na lavagem; um sensor de turbidez que mede a luz dispersa e transmitida para medir a sujeira da lavagem; e um sensor magnetostritivo para ler a taxa de rotação. O sistema determina o ciclo de lavagem ideal para qualquer carga para obter os melhores resultados com a menor quantidade de energia, detergente e água. Até ajusta os alimentos secos rastreando a última vez que a porta foi aberta e estima o número de pratos pelo número de vezes que a porta foi aberta.

As utilizações atuais incluem: sistema especialista difuso, integração entre redes neurais artificiais e lógica difusa,
sistemas adaptativos genéticos difusos, esforços para a criação
de um sistema difuso de controle capaz de auto-aprendizado. Estes SDs podem controlar sistemas complexos,
com não-linearidades, como plantas, o corpo humano, e a criatividade.

## Propriedades
A rigor, um SD é um sistema que processa sinais em termos de variáveis lógicas que podem assumir qualquer valor entre 0 e 1 (em contraste com a lógica clássica, digital, booleana, nítida, ou crispy).
Um SD é conveniente para exploração de conceitos com semântica imprecisa.
Há muitas propriedades da lógica difusa em si e no contexto de um SD que devem constar aqui em versões futuras.

## Contexto
Os SDs constituem, junto à estatística, artefatos dedicados ao trato da imprecisão
na inteligência computacional (IC).
Outros usos da lógica difusa na IC: permite a delimitação de modelos de computação natural
por conceitos semanticamente imprecisos; pode conferir e operar semântica imprecisa no contexto da web semântica
(e.g. os conceitos OWL e SKOS não são precisos); pode complementar a descrição das crenças na probabilidade
anterior p(h) em uma inferência bayesiana.